# Mladen Ivanić
Mladen Ivanić, né le 16 septembre 1958 à Sanski Most, est un homme d'État bosnien.

## Biographie
Diplômé en économie, Mladen Ivanić poursuit une carrière d'enseignant à l'université. En 1988, il devient membre de la présidence collégiale de la république socialiste de Bosnie-Herzégovine, qui fait alors partie de la Yougoslavie.
Membre fondateur du Parti du progrès démocratique en 1999, il en est président depuis cette date . Mladen Ivanić est successivement Premier ministre de la république serbe de Bosnie entre le 16 janvier 2001 et janvier 2003, ministre des Affaires étrangères de Bosnie-Herzégovine de janvier 2003 au 9 février 2007, enfin président de la Chambre des peuples, l'une des deux chambres du Parlement bosnien, du 14 juillet 2008 au 26 février 2009.
Le 12 octobre 2014, il est élu membre de la présidence collégiale de Bosnie-Herzégovine comme représentant de la communauté serbe et prend ses fonctions le 17 novembre suivant, en compagnie de ses collègues bosniaque et croate. Le même jour, il devient président de la présidence collégiale pour un mandat de huit mois qui s'achève le 17 juillet 2015. Il devient une deuxième fois président de la Présidence collégiale le 17 novembre 2016.